# 松永喜久
松永 喜久（まつなが きく、1912年8月5日 - 1998年11月1日）は、スポーツライター、ボクシングプロモーター。

## 人物
- 東京府東京市京橋区新富町（現・東京都中央区銀座）生まれ[1]。東京府立第一高等女学校（現・東京都立白鷗高等学校）卒。
- 1930年、自宅近くにできたボクシングジムに所属する松永喜久雄のサイン入りブロマイドを実妹がもらったことをきっかけに喜久雄と出会い、その後結婚。
- 戦後、ナショナルボクシング協会（現・世界ボクシング協会）で日本人女性初のボクシングプロモーターとして活躍。その後1964年にベースボール・マガジン社のボクシング・マガジン記者として活躍し、日本初のボクシング専門の女性スポーツライターとして君臨した。

## 著書
- 「リングサイド・マザー　私とボクシングの半世紀」（1992年・河出書房新社）